# 조지 마이클
조지 마이클(영어: George Michael, 1963년 6월 25일 ~ 2016년 12월 25일)은 영국의 싱어송라이터이다. 친구 앤드루 리즐리와 함께 결성한 듀오 왬!으로 음악활동을 시작했고, 해체 이후 솔로로 나서 중저음의 부드러운 음색과 작곡 역량을 바탕으로 다양한 악기를 직접 연주하며 자신의 모든 앨범을 프로듀싱했다.
1987년 솔로 데뷔앨범 《Faith》는 세계적으로 2천5백만 장 이상 판매되었으며, 영국과 미국 뿐 아니라 캐나다, 네덜란드, 스페인 앨범차트에서 1위에 올랐고 그래미 어워드 올해의 앨범상 등 대중음악계 주요 상을 석권했다. 특히 동명의 타이틀곡 〈Faith〉는 1988년 빌보드 싱글차트 연말결산 1위에 오르는 등 상당한 인기를 끌었다.
국가별 판매량 인증 합산에 따르면 조지 마이클은 세계적으로 통산 약 4300만 장의 음반을 판매한 것으로 집계되었으며, 비공식 기록까지 합산한 추정 판매량은 1억1500만 장에 이른다. 영국과 미국에서 각각 12곡, 10곡을 싱글차트 1위에 올렸고, 그의 앨범은 7번과 2번에 걸쳐 양국 정상에 올랐다.
통산 34장의 UK Top 40 싱글, 아이버 노벨로 어워드 4회 수상, 브릿 어워드 3회 수상, 그래미 어워드 2회 수상 등 다양한 수상경력이 있다.

## 이력

### 솔로 활동
조지 마이클은 솔로 2집 발매 후 소니와의 5년 이상 법적 분쟁을 겪다가 드림웍스의 도움으로 합의, 1996년에 3집 앨범 《Older》를 발매했다. 이후 재즈를 팝 음악 방식으로 해석한 앨범 《Songs from the Last Century》와 《Patience》를 발매한다.

## 사망
2016년 초에 헤로인 과다 복용으로 병원에서 치료를 받고 있었다. 헤로인이나 코카인 등의 마약이 그의 면역계를 손상시킨 것으로 알려졌다. 마약의 영향으로 심장에 문제가 생길 수 있었지만 크게 걱정하지 않았다는 내부 관계자의 말도 있었다. 그의 매니저는 언론에 사인은 심장마비라고 밝혔지만, 이것은 헤로인 사용자에게도 공통되는 증상이라고 하였다. 2008년 코카인과 대마초 소지로 체포되는 등 수년 동안 마약 중독과 싸우고 있었던 것으로 알려져 있으며, 지난 해 7월 비밀리에 스위스 재활 시설에 입원한 사실도 밝혀졌다. 연인 파디는 한 인터뷰에서 "둘이서 크리스마스 점심에 맞춰 외출할 생각이었다. 아침에 그를 깨우러 갔더니 침대에서 편안하게 숨을 거둔 상태였다. 최근에는 귀찮은 일이 여러가지 있었지만, 조지도 나도 크리스마스를 기대하고 있었다"고 말하였다.
2017년 3월 7일, 현지 수석 검시관의 발표에 따르면 심근염과 지방간을 동반한 확장성 심근병증으로 자연사하여 사인 규명은 필요없다고 하였다.

## 앨범
| - 1987: Faith - 1990: Listen Without Prejudice, Vol. 1 - 1996: Older - 1999: Songs from the Last Century - 2004: Patience - 1998: Ladies & Gentlemen: The Best of George Michael - 2006: Twenty Five - 2014: Symphonica | - 1993: Five Live - 1997: Upper - 1993: Five Live - 2014: Symphonica - 1992: Red Hot + Dance - 1995: Red Hot + Rio - 1988: Faith - 1990: George Michael - 1998: Ladies & Gentlemen: The Best of George Michael - 2006: Twenty Five - 2009: Live in London - 2011: Faith (Remastered) |

## 차트 1위곡
| - 1984: "Wake Me Up Before You Go-Go" (왬!) - 1984: "Careless Whisper" - 1984: "Freedom" (왬!) - 1984: "Do They Know It's Christmas?" (밴드 에이드) - 1985: "I'm Your Man" (왬!) - 1986: "The Edge of Heaven" (왬!) - 1986: "A Different Corner" - 1987: "I Knew You Were Waiting (For Me)" (with 아레사 프랭클린) - 1991: "Don't Let the Sun Go Down on Me" (with 엘튼 존) - 1993: Five Live EP (with 퀸, 리사 스탠스필드) - 1995: "Jesus to a Child" - 1996: "Fastlove" | - 1984: "Wake Me Up Before You Go-Go" (왬!) - 1985: "Careless Whisper" - 1985: "Everything She Wants" (왬!) - 1987: "I Knew You Were Waiting (For Me)" (with 아레사 프랭클린) - 1987: "Faith" - 1988: "Father Figure" - 1988: "One More Try" - 1988: "Monkey" - 1990: "Praying for Time" - 1991: "Don't Let the Sun Go Down on Me" (with 엘튼 존) |

## 투어
- Faith Tour (1988-1989)
- Cover to Cover (1991)
- 25 Live (2006-2008)
- Symphonica (2011-2012)

## 영화
- 2005: A Different Story

## 드라마
- 2008: Eli Stone

## 수상
- 1985: 아이버 노벨로 어워드 올해의 작곡가
- 1988: 브릿 어워드 최우수 영국 남성가수
- 1988: 그래미 어워드 최우수 R&B 보컬(I Knew You Were Waiting (For Me))
- 1988: MTV 비디오 뮤직 어워드 올해의 감독(Father Figure)
- 1989: 그래미 어워드 올해의 앨범(Faith)
- 1989: 아메리칸 뮤직 어워드 최우수 Pop/Rock 남성보컬, 최우수 Soul/R&B 남성보컬, 최우수 Soul/R&B 앨범(Faith)
- 1989: 아이버 노벨로 어워드 올해의 작곡가, 올해의 앨범(Faith)
- 1989: MTV 비디오 뮤직 어워드 공로상
- 1991: 브릿 어워드 최우수 영국 앨범(Listen Without Prejudice)
- 1993: MTV 비디오 뮤직 어워드 올해의 관객상(Killer/Papa Was a Rollin' Stone)
- 1996: 아이버 노벨로 어워드 올해의 작곡가
- 1996: MTV 유럽 뮤직 어워드 올해의 남성가수
- 1996: MTV 비디오 뮤직 어워드 올해의 관객상(Fastlove)
- 1997: 브릿 어워드 최우수 영국 남성가수
- 1997: 캐피틀 라디오 올해의 앨범(Older), 최우수 남성보컬
- 1998: 캐피틀 방송국 선정 명예의 전당 뮤지션